# Никайис
Никайис (лит. Nikajis) — озеро в восточной части Литвы, в бассейне Жеймены. Расположено на территории регионального парка Асвея, административно в пределах Пабрадского староства Швенченского района.
Находится у границы с Молетским районом, в 2,5 км к юго-западу от Ионишкиса. Лежит на высоте 141,2 метра над уровнем моря. вытянуто с запада на восток, длинный залив на юге. Длина 1,8 км, ширина до 1,3 км. Береговая линия очень извилистая, имеет протяжённость 6,6 км. Площадь водной поверхности — 0,91 км². Максимальная глубина 7,8 м (северная часть), средняя глубина 4 м. Площадь бассейна составляет 26,2 км².
В южной части озера находится покрытый лесом остров (0,25 га). К юго-востоку от озера находится ботанический заповедник Никая.